# Wahlkreis East Dunbartonshire
| East Dunbartonshire |
| ------------------- |
| East Dunbartonshire |
| Gebildet            |
| 1950; 2005          |
| Abgeordneter        |
| Amy Callaghan (SNP) |
| Regionen            |
| East Dunbartonshire |

East Dunbartonshire ist ein Wahlkreis für das Britische Unterhaus. Er wurde 1950 geschaffen und bestand zunächst bis zu den Unterhauswahlen 1979. Nach der zwischenzeitlichen Auflösung vor den Wahlen im Jahre 1983 wurde er 2005 wieder eingeführt. East Dunbartonshire ist einer von zwei Wahlkreisen in der Council Area East Dunbartonshire. Ungleich dem Nachbarwahlkreis Cumbernauld, Kilsyth and Kirkintilloch East, der im Wesentlichen in North Lanarkshire liegt, erstreckt sich East Dunbartonshire ausschließlich über die gleichnamige Council Area. Der Wahlkreis entsendet einen Abgeordneten.

## Wahlergebnisse

### Unterhauswahlen 1950
| Ergebnisse der Unterhauswahlen 1950 | Ergebnisse der Unterhauswahlen 1950 | Ergebnisse der Unterhauswahlen 1950 | Ergebnisse der Unterhauswahlen 1950 |
| Partei                              | Kandidat                            | Stimmen                             | %                                   |
| ----------------------------------- | ----------------------------------- | ----------------------------------- | ----------------------------------- |
| Labour                              | David Kirkwood                      | 25.943                              | 52,7                                |
| Conservative                        | William Whitelaw                    | 21.367                              | 43,4                                |
| Liberal                             | C.E. Forrester                      | 1952                                | 4,0                                 |

### Unterhauswahlen 1951
| Ergebnisse der Unterhauswahlen 1951 | Ergebnisse der Unterhauswahlen 1951 | Ergebnisse der Unterhauswahlen 1951 | Ergebnisse der Unterhauswahlen 1951 | Ergebnisse der Unterhauswahlen 1951 |
| Partei                              | Kandidat                            | Stimmen                             | %                                   | ±                                   |
| ----------------------------------- | ----------------------------------- | ----------------------------------- | ----------------------------------- | ----------------------------------- |
| Labour                              | Cyril Bence                         | 26.678                              | 51,2                                | −1,5                                |
| Conservative                        | William Whitelaw                    | 23.252                              | 44,6                                | +1,2                                |
| Communist                           | A. Henderson                        | 2158                                | 4,1                                 | +4,1                                |

### Unterhauswahlen 1955
| Ergebnisse der Unterhauswahlen 1955 | Ergebnisse der Unterhauswahlen 1955 | Ergebnisse der Unterhauswahlen 1955 | Ergebnisse der Unterhauswahlen 1955 | Ergebnisse der Unterhauswahlen 1955 |
| Partei                              | Kandidat                            | Stimmen                             | %                                   | ±                                   |
| ----------------------------------- | ----------------------------------- | ----------------------------------- | ----------------------------------- | ----------------------------------- |
| Labour                              | Cyril Bence                         | 24.216                              | 48,7                                | −2,5                                |
| Conservative                        | N.M. Glen                           | 23.086                              | 46,4                                | +1,8                                |
| Communist                           | A. Henderson                        | 2448                                | 4,9                                 | +0,8                                |

### Unterhauswahlen 1959
| Ergebnisse der Unterhauswahlen 1959 | Ergebnisse der Unterhauswahlen 1959 | Ergebnisse der Unterhauswahlen 1959 | Ergebnisse der Unterhauswahlen 1959 | Ergebnisse der Unterhauswahlen 1959 |
| Partei                              | Kandidat                            | Stimmen                             | %                                   | ±                                   |
| ----------------------------------- | ----------------------------------- | ----------------------------------- | ----------------------------------- | ----------------------------------- |
| Labour                              | Cyril Bence                         | 27.942                              | 51,1                                | +2,4                                |
| Conservative                        | David Anderson                      | 24.593                              | 44,9                                | −1,5                                |
| Communist                           | A. Henderson                        | 2200                                | 4,0                                 | −0,9                                |

### Unterhauswahlen 1964
| Ergebnisse der Unterhauswahlen 1964 | Ergebnisse der Unterhauswahlen 1964 | Ergebnisse der Unterhauswahlen 1964 | Ergebnisse der Unterhauswahlen 1964 | Ergebnisse der Unterhauswahlen 1964 |
| Partei                              | Kandidat                            | Stimmen                             | %                                   | ±                                   |
| ----------------------------------- | ----------------------------------- | ----------------------------------- | ----------------------------------- | ----------------------------------- |
| Labour                              | Cyril Bence                         | 32.948                              | 55,6                                | +4,5                                |
| Conservative                        | T.W. Strachan                       | 25.137                              | 42,4                                | −2,5                                |
| Communist                           | Jimmy Reid                          | 1171                                | 2,0                                 | −2,0                                |

### Unterhauswahlen 1966
| Ergebnisse der Unterhauswahlen 1966 | Ergebnisse der Unterhauswahlen 1966 | Ergebnisse der Unterhauswahlen 1966 | Ergebnisse der Unterhauswahlen 1966 | Ergebnisse der Unterhauswahlen 1966 |
| Partei                              | Kandidat                            | Stimmen                             | %                                   | ±                                   |
| ----------------------------------- | ----------------------------------- | ----------------------------------- | ----------------------------------- | ----------------------------------- |
| Labour                              | Cyril Bence                         | 32.988                              | 52,2                                | −3,4                                |
| Conservative                        | K.B. Miller                         | 23.001                              | 36,4                                | −6,0                                |
| SNP                                 | W. Johnston                         | 5715                                | 9,0                                 | +9,0                                |
| Communist                           | Jimmy Reid                          | 1548                                | 2,5                                 | +0,5                                |

### Unterhauswahlen 1970
| Ergebnisse der Unterhauswahlen 1970 | Ergebnisse der Unterhauswahlen 1970 | Ergebnisse der Unterhauswahlen 1970 | Ergebnisse der Unterhauswahlen 1970 | Ergebnisse der Unterhauswahlen 1970 |
| Partei                              | Kandidat                            | Stimmen                             | %                                   | ±                                   |
| ----------------------------------- | ----------------------------------- | ----------------------------------- | ----------------------------------- | ----------------------------------- |
| Labour                              | Hugh McCartney                      | 32.527                              | 44,6                                | −7,6                                |
| Conservative                        | Barry Henderson                     | 26.972                              | 37,0                                | +0,6                                |
| SNP                                 | G. Murray                           | 8257                                | 11,3                                | +2,3                                |
| Liberal                             | J.G. Brown                          | 3460                                | 4,8                                 | +4,8                                |
| Communist                           | Jimmy Reid                          | 1656                                | 2,3                                 | −0,2                                |

### Unterhauswahlen Februar 1974
| Ergebnisse der Unterhauswahlen Februar 1974 | Ergebnisse der Unterhauswahlen Februar 1974 | Ergebnisse der Unterhauswahlen Februar 1974 | Ergebnisse der Unterhauswahlen Februar 1974 | Ergebnisse der Unterhauswahlen Februar 1974 |
| Partei                                      | Kandidat                                    | Stimmen                                     | %                                           | ±                                           |
| ------------------------------------------- | ------------------------------------------- | ------------------------------------------- | ------------------------------------------- | ------------------------------------------- |
| Conservative                                | Barry Henderson                             | 19.092                                      | 36,7                                        | −0,3                                        |
| Labour                                      | E.F. McGarry                                | 15.416                                      | 29,6                                        | −15,0                                       |
| SNP                                         | Margaret Bain                               | 11.635                                      | 22,3                                        | +11,0                                       |
| Liberal                                     | J. Cameron                                  | 5936                                        | 11,4                                        | +6,6                                        |

### Unterhauswahlen Oktober 1974
| Ergebnisse der Unterhauswahlen Oktober 1974 | Ergebnisse der Unterhauswahlen Oktober 1974 | Ergebnisse der Unterhauswahlen Oktober 1974 | Ergebnisse der Unterhauswahlen Oktober 1974 | Ergebnisse der Unterhauswahlen Oktober 1974 |
| Partei                                      | Kandidat                                    | Stimmen                                     | %                                           | ±                                           |
| ------------------------------------------- | ------------------------------------------- | ------------------------------------------- | ------------------------------------------- | ------------------------------------------- |
| SNP                                         | Margaret Bain                               | 15.551                                      | 31,2                                        | +8,9                                        |
| Conservative                                | Barry Henderson                             | 15.529                                      | 31,2                                        | −5,5                                        |
| Labour                                      | E.F. McGarry                                | 15.122                                      | 30,4                                        | +0,8                                        |
| Liberal                                     | J.A. Thompson                               | 3636                                        | 7,3                                         | −4,1                                        |

### Unterhauswahlen 1979
| Ergebnisse der Unterhauswahlen 1979 | Ergebnisse der Unterhauswahlen 1979 | Ergebnisse der Unterhauswahlen 1979 | Ergebnisse der Unterhauswahlen 1979 | Ergebnisse der Unterhauswahlen 1979 |
| Partei                              | Kandidat                            | Stimmen                             | %                                   | ±                                   |
| ----------------------------------- | ----------------------------------- | ----------------------------------- | ----------------------------------- | ----------------------------------- |
| Labour                              | Norman Hogg                         | 23.268                              | 37,9                                | +7,5                                |
| Conservative                        | Michael Hirst                       | 20.944                              | 34,1                                | +2,9                                |
| SNP                                 | Margaret Bain                       | 12.654                              | 20,6                                | −10,6                               |
| Liberal                             | R. Waddell                          | 4600                                | 7,5                                 | +0,2                                |

### Unterhauswahlen 2005
| Ergebnisse der Unterhauswahlen 2005 | Ergebnisse der Unterhauswahlen 2005 | Ergebnisse der Unterhauswahlen 2005 | Ergebnisse der Unterhauswahlen 2005 |
| Partei                              | Kandidat                            | Stimmen                             | %                                   |
| ----------------------------------- | ----------------------------------- | ----------------------------------- | ----------------------------------- |
| Liberal Democrats                   | Jo Swinson                          | 19.533                              | 41,8                                |
| Labour                              | John Lyons                          | 15.472                              | 33,1                                |
| Conservative                        | David Jack                          | 7708                                | 16,5                                |
| SNP                                 | Chris Sagan                         | 2716                                | 5,8                                 |
| Green                               | Stuart Callison                     | 876                                 | 1,9                                 |
| Socialist                           | Pamela Page                         | 419                                 | 0,9                                 |

### Unterhauswahlen 2010
| Ergebnisse der Unterhauswahlen 2010 | Ergebnisse der Unterhauswahlen 2010 | Ergebnisse der Unterhauswahlen 2010 | Ergebnisse der Unterhauswahlen 2010 | Ergebnisse der Unterhauswahlen 2010 |
| Partei                              | Kandidat                            | Stimmen                             | %                                   | ±                                   |
| ----------------------------------- | ----------------------------------- | ----------------------------------- | ----------------------------------- | ----------------------------------- |
| Liberal Democrats                   | Jo Swinson                          | 18.511                              | 38,7                                | −3,1                                |
| Labour                              | Mary Galbraith                      | 16.367                              | 34,1                                | +1,0                                |
| Conservative                        | Mark Nolan                          | 7431                                | 15,5                                | −1,0                                |
| SNP                                 | Iain White                          | 5054                                | 10,5                                | +4,7                                |
| UKIP                                | James Beeley                        | 545                                 | 1,1                                 | +1,1                                |

### Unterhauswahlen 2015
| Ergebnisse der Unterhauswahlen 2015 | Ergebnisse der Unterhauswahlen 2015 | Ergebnisse der Unterhauswahlen 2015 | Ergebnisse der Unterhauswahlen 2015 | Ergebnisse der Unterhauswahlen 2015 |
| Partei                              | Kandidat                            | Stimmen                             | %                                   | ±                                   |
| ----------------------------------- | ----------------------------------- | ----------------------------------- | ----------------------------------- | ----------------------------------- |
| SNP                                 | John Nicolson                       | 22.093                              | 40,3                                | +29,8                               |
| Liberal Democrats                   | Jo Swinson                          | 19.926                              | 36,3                                | −2,4                                |
| Labour                              | Mary Galbraith                      | 6754                                | 12,3                                | −21,8                               |
| Conservative                        | Andrew Polson                       | 4727                                | 8,6                                 | −6,9                                |
| Green                               | Ross Greer                          | 804                                 | 1,5                                 | +1,5                                |
| UKIP                                | Wilfred Arasaratnam                 | 567                                 | 1,0                                 | −0,1                                |

### Unterhauswahlen 2017
| Ergebnisse der Unterhauswahlen 2017 | Ergebnisse der Unterhauswahlen 2017 | Ergebnisse der Unterhauswahlen 2017 | Ergebnisse der Unterhauswahlen 2017 | Ergebnisse der Unterhauswahlen 2017 |
| Partei                              | Kandidat                            | Stimmen                             | %                                   | ±                                   |
| ----------------------------------- | ----------------------------------- | ----------------------------------- | ----------------------------------- | ----------------------------------- |
| Liberal Democrats                   | Jo Swinson                          | 21.023                              | 40,6                                | +4,2                                |
| SNP                                 | John Nicolson                       | 15.684                              | 30,3                                | −10,0                               |
| Conservative                        | Sheila Mechan                       | 7563                                | 14,6                                | +6,0                                |
| Labour                              | Callum McNally                      | 7531                                | 14,5                                | +2,2                                |

### Unterhauswahlen 2019
| Ergebnisse der Unterhauswahlen 2019 | Ergebnisse der Unterhauswahlen 2019 | Ergebnisse der Unterhauswahlen 2019 | Ergebnisse der Unterhauswahlen 2019 | Ergebnisse der Unterhauswahlen 2019 |
| Partei                              | Kandidat                            | Stimmen                             | %                                   | ±                                   |
| ----------------------------------- | ----------------------------------- | ----------------------------------- | ----------------------------------- | ----------------------------------- |
| SNP                                 | Amy Callaghan                       | 19.672                              | 37,1                                | +6,8                                |
| Liberal Democrats                   | Jo Swinson                          | 19.523                              | 36,8                                | −3,8                                |
| Conservative                        | Pam Gosal                           | 7.455                               | 14,1                                | −0,5                                |
| Labour                              | Callum McNally                      | 4.839                               | 9,1                                 | −5,4                                |
| Green                               | Carolynn Scrimgeour                 | 916                                 | 1,7                                 | +1,7                                |
| Parteilos                           | Rosie Dickson                       | 221                                 | 0,4                                 | +0,4                                |
| UKIP                                | Donald MacKay                       | 208                                 | 0,4                                 | +0,4                                |
| Scottish Family Party               | Liam McKechnie                      | 197                                 | 0,4                                 | +0,4                                |